# Espot
Espot település Spanyolországban, Lleida tartományban. Espot Alt Àneu, Naut Aran, Vall de Boí, La Torre de Cabdella, Sort, Rialp, La Guingueta d’Àneu és Esterri d'Àneu községekkel határos. Lakosainak száma 379 fő (2024).

## Népesség
A település népessége az utóbbi években az alábbiak szerint változott:
| Lakosok száma | 389  | 281  | 340  | 380  | 224  | 364  | 364  | 357  | 364  | 379  |
|               | 1717 | 1887 | 1936 | 1960 | 1986 | 2004 | 2009 | 2014 | 2019 | 2024 |